# Equazione di Lippmann-Schwinger
In meccanica quantistica l'equazione di Lippmann-Schwinger descrive fenomeni di scattering. L'equazione è:
{\displaystyle |\psi ^{(\pm )}\rangle =|\phi \rangle +{\frac {1}{E-H_{0}\pm i\varepsilon }}V|\psi ^{(\pm )}\rangle .}
Quest'equazione è nominata in onore di Bernard A. Lippmann e Julian Schwinger.

## Derivazione
Si assuma che l'hamiltoniana di un sistema possa essere scritta come:
{\displaystyle H=H_{0}+V}
dove {\displaystyle V} è il potenziale di interazione e {\displaystyle H_{0}} è l'hamiltoniana libera (o più in generale, un'hamiltoniana con autovettori noti). Per esempio in meccanica quantistica non relativistica {\displaystyle H_{0}} può essere:
{\displaystyle H_{0}={\frac {p^{2}}{2m}}.}
Richiediamo che i livelli energetici (lo spettro) {\displaystyle E_{\alpha }} degli stati stazionari del sistema descritto da {\displaystyle H} e {\displaystyle H_{0}} siano identici. Ovvero richiediamo che un autovalore di {\displaystyle H_{0}} sia anche autovalore di {\displaystyle H}.
In particolare per un autostato {\displaystyle |\phi \rangle } di {\displaystyle H_{0}} si ha:
{\displaystyle H_{0}|\phi \rangle =E|\phi \rangle .}
Ora se si aggiunge l'interazione {\displaystyle V} l'equazione di Schrödinger diventa:
{\displaystyle \left(H_{0}+V\right)|\psi \rangle =E|\psi \rangle .}
Ora si consideri il teorema di Hellmann-Feynman, che richiede che gli autovalori dell'energia varino in modo continuo con variazioni continue dell'hamiltoniana. Pertanto, vogliamo che {\displaystyle |\psi \rangle \to |\phi \rangle } quando {\displaystyle V\to 0}.
Una possibile soluzione è:
{\displaystyle |\psi \rangle =|\phi \rangle +{\frac {1}{E-H_{0}}}V|\psi \rangle .}
Tuttavia {\displaystyle (E-H_{0})}  è singolare dato che {\displaystyle E} è autovalore di {\displaystyle H_{0}}.
Questa singolarità può essere eliminata aggiungendo una quantità complessa infinitesima (un procedimento di regolarizzazione il cui significato può essere chiarito studiando la teoria delle distribuzioni) ottenendo:
{\displaystyle |\psi ^{(\pm )}\rangle =|\phi \rangle +{\frac {1}{E-H_{0}\pm i\varepsilon }}V|\psi ^{(\pm )}\rangle .}

## Interpretazioni come stati iniziali e finali

### La matrice S
Nella formulazione della fisica delle particelle basata sulla matrice S, alla quale numerosi contributi sono stati dati da John Archibald Wheeler, tutti i processi fisici sono modellati a seconda del seguente paradigma.
Si inizia con uno stato non interagente a molte particelle nel passato distante (ossia {\displaystyle t\to -\infty }). Non interagente non significa che tutte le forze sono state spente, ma che semplicemente stiamo considerando soltanto la parte {\displaystyle H_{0}} della Hamiltoniana la quale ha gli stessi stati legati dell'Hamiltoniana totale {\displaystyle H}. Lo stato iniziale è chiamato stato "entrante". Intuitivamente si tratta di stati legati che sono abbastanza separati da poter trascurale le loro reciproche interazioni.
L'idea è che qualsiasi processo fisico si stia cercando di studiare possa essere modellato come un processo di scattering di questi stati ben separati. Questo processo è descritto dalla Hamiltoniana totale {\displaystyle H} ma per tempi abbastanza grandi (ossia quando {\displaystyle t\to +\infty }) il sistema si troverà in nuovi stati legati e quindi in un nuovo stato non interagente che viene chiamato stato "uscente".
Questo approccio permette di calcolare le probabilità dei processi osservati negli acceleratori di particelle. 

### La connessione all'equazione di Lippmann–Schwinger
Intuitivamente, le autofunzioni leggermente modificate {\displaystyle \psi ^{(\pm )}} dell'Hamiltoniana totale {\displaystyle H} sono gli stati entranti e uscenti. Le {\displaystyle \phi } sono stati non interagenti che somigliano agli stati "entranti" e "uscenti" nell'infinito passato e nell'infinito futuro.